# Олександр Фрізон
Олекса́ндр Іва́нович Фрізон (5 травня 1875, Баден, Одеський повіт, Херсонська губернія — 20 червня 1937, Москва) — титулярний єпископ Лимиренський (з 1926). Діяч Римо-католицької церкви.

## Родина та освіта
Народився в сім'ї німецьких колоністів-вихідців з Ельзасу, які приїхали до Російської імперії в другій половині XVIII століття. Здобув освіту в Саратовській духовній семінарії, в Німецькій колегії при Григоріанському університеті в Римі. Доктор філософії та богослов'я.

## Священик
- З 1901 — священник.
- З 1902 — настоятель храму Пресвятої Діви Марії в Керчі, пізніше служив у Сімферополі.
- З січня 1905 — вікарій в Саратовському кафедральному соборі.
- З 1905 — капелан і секретар єпископа В. Кесслера, канцлер єпархіальної курії в Саратові.
- З 1905 — професор церковної історії та латинської мови Саратовської духовної семінарії.
- З 1910 — ректор Саратовської духовної семінарії; залишився ректором після її переведення в Одесу в 1917.
- З 1919 — настоятель храму Успіння Пресвятої Діви Марії в Сімферополі.
- У 1915—1925 також був настоятелем Керченської філії. Був деканом Сімферопольського деканату.

У 1923 протягом шести місяців перебував в ув'язненні, в 1925 знову притягувався до суду.

## Єпископ
У 1926 році був возведений у сан титулярного єпископа Лимиренського. 10 травня 1926 таємно висвячений на єпископа в церкві святого Людовика в Москві представником Папи Римського єпископом Мішелем д'Ербиньї. У той же день був призначений Апостольським адміністратором Одеським і південної частини Тираспольської єпархії (Крим, Одеса, Таганрог, Миколаїв, Херсон, Ростов-на-Дону).
Радянська влада незабаром дізналась про єпископську хіротонію. У 1927 вона заборонила єпископу виїхати з Сімферополя до Одеси, так чином він не зміг приступити до виконання обов'язків Апостольського адміністратора. У серпні 1929 був заарештований в Сімферополі, але через місяць звільнили. Восени 1929 знову заарештований за звинуваченням у нелегальному прийняттю єпископського сану і в наданні допомоги білогвардійським військам під час громадянської війни. У 1931 звільнений. У 1933 заарештований за звинуваченням у незаконному допущенню неповнолітніх до участі у богослужінні та їх розбещення (суть обвинувачення полягала в тому, що єпископ дозволив дитині, на прохання його батьків, взяти участь у заупокійній службі), потім був звільнений.

## Останній арешт та страта
Востаннє єпископа Фрізона заарештували 10 жовтня 1935 в Сімферополі за звинуваченням у шпигунстві на користь Третього Рейху. Разом з ним були заарештовані мати і племінниця. Доказом вини єпископа стали знайдені у нього кілька доларів, які розглядалися як плата за шпигунську діяльність. Перебував в ув'язненні у Сімферопольській в'язниці.
На закритому процесі 11-17 вересня 1936 постановою Спеціальної колегії республіканського суду Криму був засуджений до найвищої міри покарання. 10 квітня 1937 вирок був затверджений Спеціальною колегією Верховного Суду СРСР. Після винесення вироку просив, зокрема, дозволити зустріч з племінницею (засудженою на тому ж процесі до восьми років позбавлення волі й розстріляною в таборі в 1938), повернути йому молитовники і Біблію та дозволити висповідатися у католицького священник (настоятеля Севастопольського парафії о. Матіаса Гудайтиса, заарештованого по одній справі з єп. Фрізоном), але його прохання не було виконано. Розстріляний у Бутирській тюрмі в Москві або, за іншими даними, на кладовищі в Сімферополі.